# 무쓰아이촌 (후쿠시마현 다테군)
무쓰아이촌(睦合村)은 후쿠시마현 다테군에 존재했던 촌이다.

## 역사
1889년 8월, 정촌제 시행에 의해 4촌의 구역으로 성립, 또한 메이지 정부에 의한 시로 승격, 정촌제 시행은 4월 1일에 고오리정 역사에 의한 기록이 맞다면 그보다 4개월 정도 늦게 성립된 것으로 보인다.

## 유래
원래 이 지역에는 '무쓰아이(睦合)'라는 지명은 존재하지 않았다. 성립 당시 다테군수 다테 히데아키(伊達秀明)가 '오래오래 화합하는 마을'이라는 뜻을 담아 '睦合'이라는 이름을 제안해 명명했다.

## 마사오카 코규와 마쓰바라나카 찻집
1893년 7월 27일, 여행 중이던 마사오카 고규가 이이사카 온천에서 구와오리역으로 당시 막 생긴 신도(이이사카 가도)를 인력거를 타고 가는 도중 마쓰바라의 '나카나카 찻집'(현재의 스즈키 상점)에 들러 1시간 정도 쉬었다. 그 모습은 고규의 기행문 '하테무라노키'에 기록되어 있다.

## 참고문헌
- 桑折町史 3 民俗・旧町村沿革